# Martin Van Peteghem

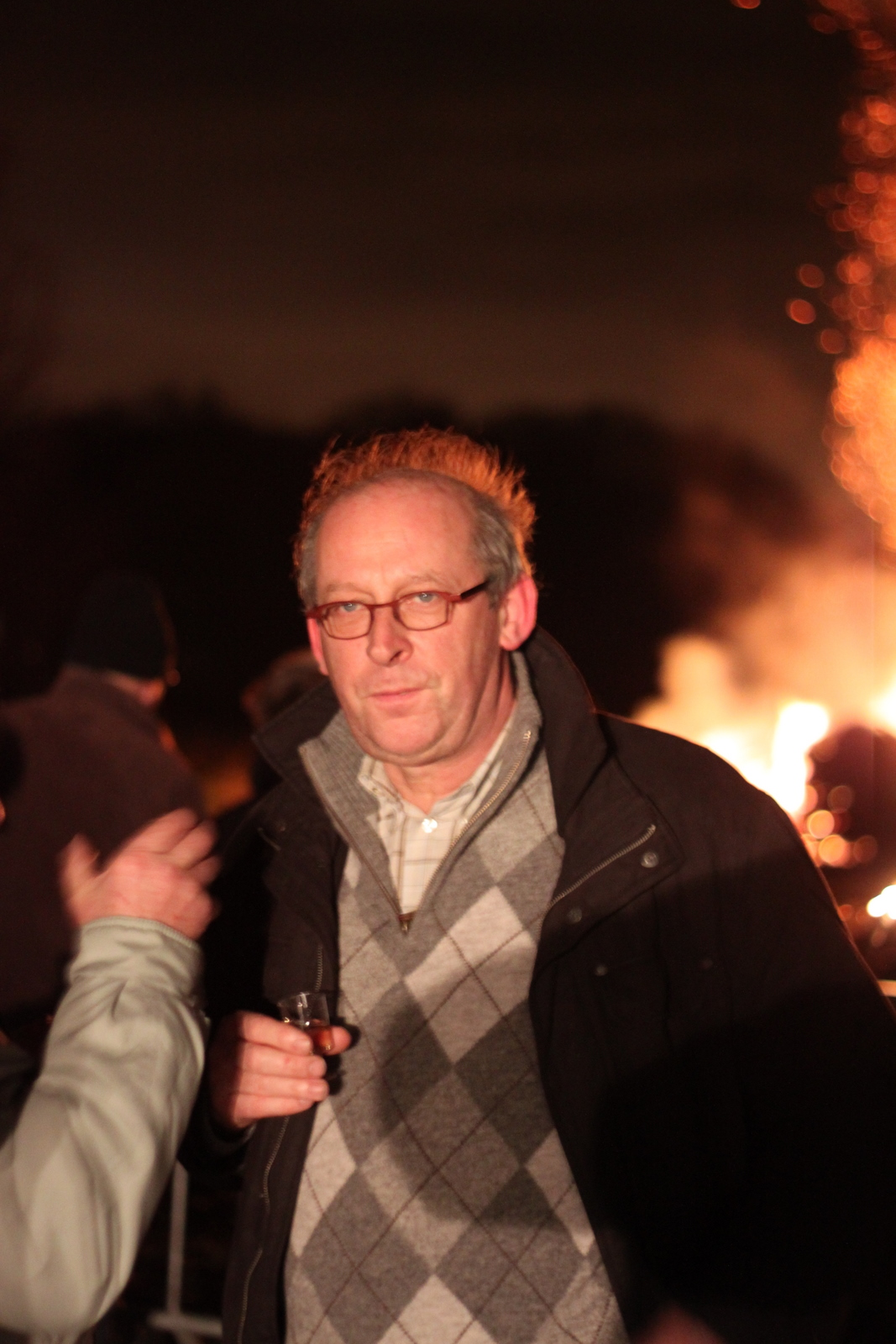
Martin Van Peteghem

Martin Van Peteghem (22 februari 1953) is een Belgische politicus voor CD&V en voormalig burgemeester van de Oost-Vlaamse gemeente De Pinte.  Hij is de vader van Federaal minister van Financiën en titelvoerend burgemeester van De Pinte Vincent Van Peteghem.

## Biografie
Van Peteghem studeerde licentiaat economische wetenschappen aan de Universiteit Gent. Daarna ging hij werken als leraar economie in het Don Boscocollege Zwijnaarde.
Hij werd actief in de gemeentepolitiek bij de lokale CVP-afdeling, waarvoor hij in 1976 partijsecretaris werd. Dat bleef hij tot de verkiezingen van 1982, waarna hij in de gemeenteraad zetelde. Hij was er van 1983 tot 1985 fractieleider van de CVP. In 1986 werd hij schepen. Hij bleef ook na de volgende verkiezingen schepen, tot hij in maart 1998 partijgenoot Herbert Overdenborger opvolgde als burgemeester.
Bij de verkiezingen van 2000 en 2006 werd hij telkens herkozen en herbenoemd als burgemeester. Ondanks het feit dat zijn partij bij de verkiezingen van 2012 als grootste uit de strijd kwam en ondanks zijn persoonlijke hoge score, werd zijn partij naar de oppositie verwezen.  